# Dardo Miloc
Dardo Federico Miloc (La Plata, Buenos Aires, Argentina, 16 de octubre de 1990) es un futbolista argentino. Juega de centrocampista en Barracas Central de la Primera División de Argentina.

## Trayectoria
Jugó su primer partido en la Primera División el 5 de julio de 2009 (Gimnasia 2 - Gimnasia de Jujuy 0). Hizo inferiores en Cambaceres hasta el año 2005 y luego llegó a Gimnasia con edad de Octava División.
En enero de 2015 se hace oficial su llegada a Sarmiento de Junin a préstamo por un año.
En enero de 2016 renovó el préstamo por un año más.
En julio de 2019 es incorporado por Patronato en calidad de libre desde Aldosivi. En 2021 comenzaría su carrera internacional en el Volos NFC de Grecia. 
En el primer semestre de 2023 pasó a integrar el equipo de Liga Deportiva Alajuelense de Costa Rica. 
En agosto de 2023, se incorporo a Central Córdoba (SdE), en calidad de libre, desde el Alajuelense.

## Estadísticas
Actualizado hasta el 19 de septiembre de 2023. (según transfermarkt.com.ar)
| Gimnasia y Esgrima (LP) Argentina | 1.ª                 | 2008-09             | 1   | 0 | -  | - | - | - | 1   | 0 |
| Gimnasia y Esgrima (LP) Argentina | 1.ª                 | 2009-10             | 1   | 0 | -  | - | - | - | 1   | 0 |
| Gimnasia y Esgrima (LP) Argentina | 1.ª                 | 2010-11             | 2   | 0 | -  | - | - | - | 2   | 0 |
| Gimnasia y Esgrima (LP) Argentina | 2.ª                 | 2011-12             | 7   | 0 | 1  | 0 | - | - | 8   | 0 |
| Gimnasia y Esgrima (LP) Argentina | 2.ª                 | 2012-13             | 13  | 1 | 1  | 0 | - | - | 14  | 1 |
| Gimnasia y Esgrima (LP) Argentina | 1.ª                 | 2013-14             | 22  | 0 | 0  | 0 | - | - | 22  | 0 |
| Gimnasia y Esgrima (LP) Argentina | 1.ª                 | 2014                | 16  | 0 | 0  | 0 | 1 | 0 | 17  | 0 |
| Gimnasia y Esgrima (LP) Argentina | 1.ª                 | 2016-17             | 4   | 0 | 2  | 0 | - | - | 6   | 0 |
| Gimnasia y Esgrima (LP) Argentina | Total club          | Total club          | 66  | 1 | 4  | 0 | 1 | 0 | 71  | 1 |
| Sarmiento Argentina | 1.ª                 | 2015                | 26  | 0 | 1  | 0 | - | - | 27  | 0 |
| Sarmiento Argentina | 1.ª                 | 2016                | 8   | 0 | -  | - | - | - | 8   | 0 |
| Sarmiento Argentina | Total club          | Total club          | 34  | 0 | 1  | 0 | - | - | 35  | 0 |
| Temperley Argentina | 1.ª                 | 2016-17             | 7   | 0 | 1  | 0 | - | - | 8   | 0 |
| Temperley Argentina | Total club          | Total club          | 7   | 0 | 1  | 0 | - | - | 8   | 0 |
| Atlético Tucumán Argentina | 1.ª                 | 2017-18             | 2   | 0 | 3  | 0 | 2 | 0 | 7   | 0 |
| Atlético Tucumán Argentina | Total club          | Total club          | 2   | 0 | 3  | 0 | 2 | 0 | 7   | 0 |
| Aldosivi Argentina | 1.ª                 | 2018-19             | 22  | 0 | 4  | 0 | - | - | 26  | 0 |
| Aldosivi Argentina | Total club          | Total club          | 22  | 0 | 4  | 0 | - | - | 26  | 0 |
| Patronato Argentina | 1.ª                 | 2019-20             | 15  | 0 | 6  | 0 | - | - | 21  | 0 |
| Patronato Argentina | Total club          | Total club          | 15  | 0 | 6  | 0 | - | - | 21  | 0 |
| Volos NFC · Grecia | 1.ª                 | 2020-21             | 1   | 0 | 1  | 0 | - | - | 2   | 0 |
| Volos NFC · Grecia | Total club          | Total club          | 1   | 0 | 1  | 0 | - | - | 2   | 0 |
| Arsenal de Sarandí Argentina | 1.ª                 | 2021                | 19  | 0 | 0  | 0 | - | - | 19  | 0 |
| Arsenal de Sarandí Argentina | 1.ª                 | 2022                | 25  | 0 | 15 | 0 | - | - | 40  | 0 |
| Arsenal de Sarandí Argentina | Total club          | Total club          | 44  | 0 | 15 | 0 | - | - | 59  | 0 |
| L. D. Alajuelense · Costa Rica | 1.ª                 | 2023                | 21  | 0 | 0  | 0 | 1 | 0 | 22  | 0 |
| L. D. Alajuelense · Costa Rica | Total club          | Total club          | 21  | 0 | 0  | 0 | 1 | 0 | 22  | 0 |
| Central Córdoba (SdE) Argentina | 1.ª                 | 2023                | 0   | 0 | 4  | 0 | - | - | 4   | 0 |
| Central Córdoba (SdE) Argentina | Total club          | Total club          | 0   | 0 | 4  | 0 | - | - | 4   | 0 |
| Total en su carrera | Total en su carrera | Total en su carrera | 212 | 1 | 39 | 0 | 4 | 0 | 255 | 1 |
| (1) Las copas nacionales se refiere a la Copa Argentina, Copa de la Superliga, Copa de la Liga Profesional (Argentina) y Copa de Grecia. (2) Las copas internacionales se refiere a la Copa Libertadores, Copa Sudamericana y Concacaf Champions League. |                     |                     |     |   |    |   |   |   |     |   |

## Palmarés
| Ascenso            | Club               | Sede      | Año     |
| ------------------ | ------------------ | --------- | ------- |
| Primera B Nacional | Gimnasia y Esgrima | Argentina | 2012/13 |